# 圣佩德罗-杜苏阿苏伊
圣佩德罗-杜苏阿苏伊是巴西米纳斯吉拉斯州的一个市镇。总面积308.771平方公里，总人口5801人，人口密度18.8人/平方公里。